# Vladímir Kriúkov
Vladímir Kriúkov –en ruso, Владимир Крюков– fue un deportista soviético que compitió en remo.
Participó en dos Juegos Olímpicos de Verano en los años 1952 y 1956, obteniendo una medalla de plata en Helsinki 1952 en la prueba de ocho con timonel. Ganó tres medallas de oro en el Campeonato Europeo de Remo entre los años 1953 y 1955.

## Palmarés internacional
| Juegos Olímpicos   | Juegos Olímpicos         | Juegos Olímpicos | Juegos Olímpicos |
| Año                | Lugar                    | Medalla          | Prueba           |
| ------------------ | ------------------------ | ---------------- | ---------------- |
| 1952               | Helsinki (Finlandia)     | Medalla de plata | Ocho con timonel |
| Campeonato Europeo |                          |                  |                  |
| Año                | Lugar                    | Medalla          | Prueba           |
| 1953               | Copenhague (Dinamarca)   | Medalla de oro   | Ocho con timonel |
| 1954               | Ámsterdam (Países Bajos) | Medalla de oro   | Ocho con timonel |
| 1955               | Gante (Bélgica)          | Medalla de oro   | Ocho con timonel |